# ان‌جی‌سی ۳۰۸

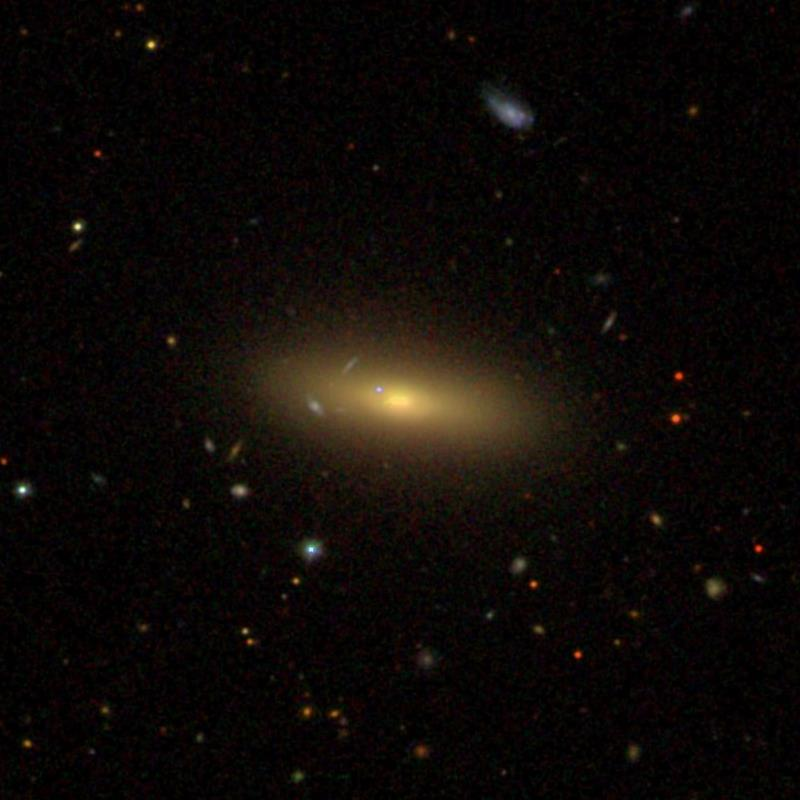
تصویری از کهکشان ان‌جی‌سی ۳۰۸

ان‌جی‌سی ۳۰۸ (انگلیسی: NGC 308) نام یک کهکشان است.